# 镉
鎘，是一種化學元素，其化學符號为Cd，原子序數为48，原子量為112.414 u。鎘是性質柔軟的銀白色過渡金屬，化學性質與同族的鋅、汞相似。鎘在大多數的化合物中，氧化數常為+2，與鋅相同。與汞相似，鎘的熔點較其他過渡金屬（第3族至第11族）低。12族元素中的鎘及其同族元素通常不被視為過渡金屬，因為他們沒有在元素或共同氧化態下部分填充d或f電子殼。鎘在地殼中的平均濃度是介於0.1到0.5ppm。在1817年，德國的弗里德里希·施特羅邁爾和卡爾·塞繆爾·萊貝雷希特·赫爾曼從鋅礦的雜質中發現鎘。
鎘在大多數鋅礦中作為次要成分出現，並且是生產鋅的副產物。鎘和鋅均可用作電池材料。鎘可製作鎳鎘電池，其被用於塑膠製造和金屬電鍍、生產顏料、油漆、染料、印刷油墨等某些黃色的顏料、製作車胎、某些發光電子組件和核子反應爐原件。
鎘長期用作鋼上的耐腐蝕鍍層，鎘化合物則是用作紅色、橙色和黃色顏料，幫玻璃上色著色，以及穩定塑料。鎘的使用正普遍減少，因為它含有毒性（它被特別列入歐洲有害物質限制)，且鎳鎘電池已被鎳氫電池和鋰離子電池取代。其中之一的少數新用途是碲化鎘太陽能板。
雖然鎘在較高等生物體中並無已知的生物功能，但在海洋矽藻中已發現了鎘依賴性碳酸酐酶。
鎘為1級致癌物。

## 性質

### 物理性質
鎘是一種柔軟、有延展性、銀白色的二價金屬。
它在許多方面與鋅相似，但会形成配合物。與大多數金屬不同，鎘具有耐腐蝕性，可作為其他金屬的保護镀层。塊狀的金屬鎘不溶於水、不易燃；然而，粉末形式的鎘可能會燃燒並釋放有毒煙霧。

### 化學性質
雖然鎘通常具有+2價的氧化態，它也存在+1價的狀態。鎘及其同族元素有時不被認為是過渡金屬，因為它們在元素態或常見氧化態下不具有未填滿之d或f軌域。鎘在空氣中燃燒會形成棕色的非晶体氧化鎘。該化合物的晶体呈深紅色，並會隨著加熱而改變顏色，此性質類似於氧化鋅。鎘溶於鹽酸、硫酸和硝酸，分別形成氯化鎘、硫酸鎘以及硝酸鎘。若要產生氧化態+1價的鎘，可將鎘溶解在氯化鎘和氯化鋁的混合物中，会形成與Hg22+相似的Cd22+陽離子。
Cd + CdCl2 + 2 AlCl3 → Cd2(AlCl4)2
鎘分別與核鹼基、氨基酸及維生素分子所形成之錯合物結構已被確定。

### 同位素

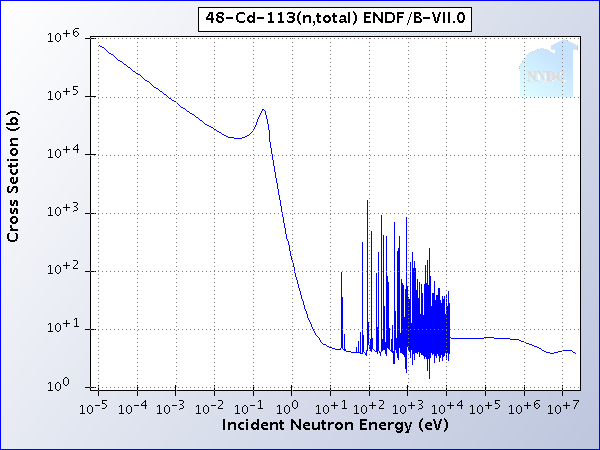
镉-113的中子截面，清楚显示了镉的截止能

自然界中的鎘由8種同位素組成。其中兩種具有放射性，三種被預測會衰變不過尚未在實驗室被觀察到。兩種自然界中具有放射性的同位素分別為113Cd（β衰變，半衰期為7.7×1015年）和116Cd（雙β衰變，半衰期為2.9 × 1019年）。另外三種同位素為 106Cd、108Cd（都是雙電子捕獲）和 114Cd（雙β衰變），對於這三種只知道半衰期的下限。至少有三種同位素——110Cd、111Cd和112Cd是穩定的。人造同位素的部分，半衰期最長的是462.6天的109Cd和53.46小時的115Cd，其餘具放射性的同位素的半衰期都不到2.5小時，大多數甚至都不到5分鐘。鎘有8個已知的同核异构体，其中最穩定的是113mCd（t1⁄2 = 14.1 年）、115mCd（t1⁄2 = 44.6 天）和 117mCd（t1⁄2 = 3.36 小時）。
鎘的已知同位素的原子量範圍從94.950 u（95Cd）到131.946 u（132Cd）都有。原子量小於112 u的同位素主要的衰變模式為電子捕獲，而主要的衰变产物是銀，但較重的同位素主要透過β衰變衰变成銦。
鎘-113對於吸收中子有高選擇性。當中子的能量低於鎘的截止能時，中子將有很大機率被吸收，而高於鎘的截止能的中子將会穿透。鎘的截止能大概是0.5eV，低于这个能量的中子就是慢中子。
鎘在一些低或中等質量的星體（0.6~10倍的太陽質量）裡透過s-过程產生數千年。在此過程中，一顆銀原子捕獲一顆中子，然後進行β衰變。

## 生產
根據英國地質調查局在2001年的報告，中國是鎘的最大量生產者，生產了世界產量的六分之一，緊接在後的是南韓和日本。
鎘是一個含鋅礦物中常見的雜質，而通常會在製造鋅的過程被分離。有些由含硫鋅礦得到的鋅礦高達百分之1.4的鎘。在1970年代，出產一噸含有的鋅中含有6.5磅的鎘。因為氧氣的存在，硫化鋅礦物會被氧化成為氧化物。鋅金屬可以藉由碳來冶煉該氧化物而產生，或藉由該氧化物在硫酸中的電鍍。藉由真空蒸餾法，可以在冶煉鋅的過程中隔離鎘雜質，而硫化鎘會在電解液中沉澱。

## 历史
1817年，化学家卡爾·塞繆爾·萊貝雷希特·赫爾曼、弗里德里希·施特罗迈尔和罗洛夫几乎同时发现了镉元素。

## 鎘污染
镉對健康有不良的影響，被列为可致癌物。
1930-1960年代，日本富山縣神通川流域部分被鎘污染，发生痛痛病，事緣煉鋅廠排放的含鎘廢水污染了周圍的耕地和水源。
廣州中山大學生物科技學院聯同香港浸會大學生物系在2006年3至4月期間，抽查化驗中港兩地市面出售的楊桃，51%鎘含量屬嚴重超標。

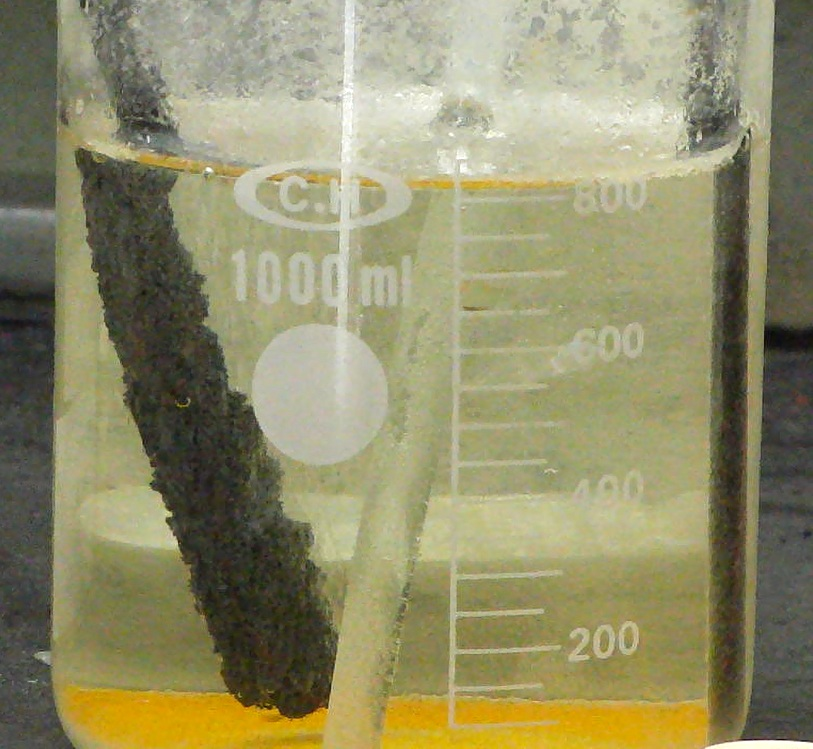
可由電解氯化鎘水溶液製取鎘金屬
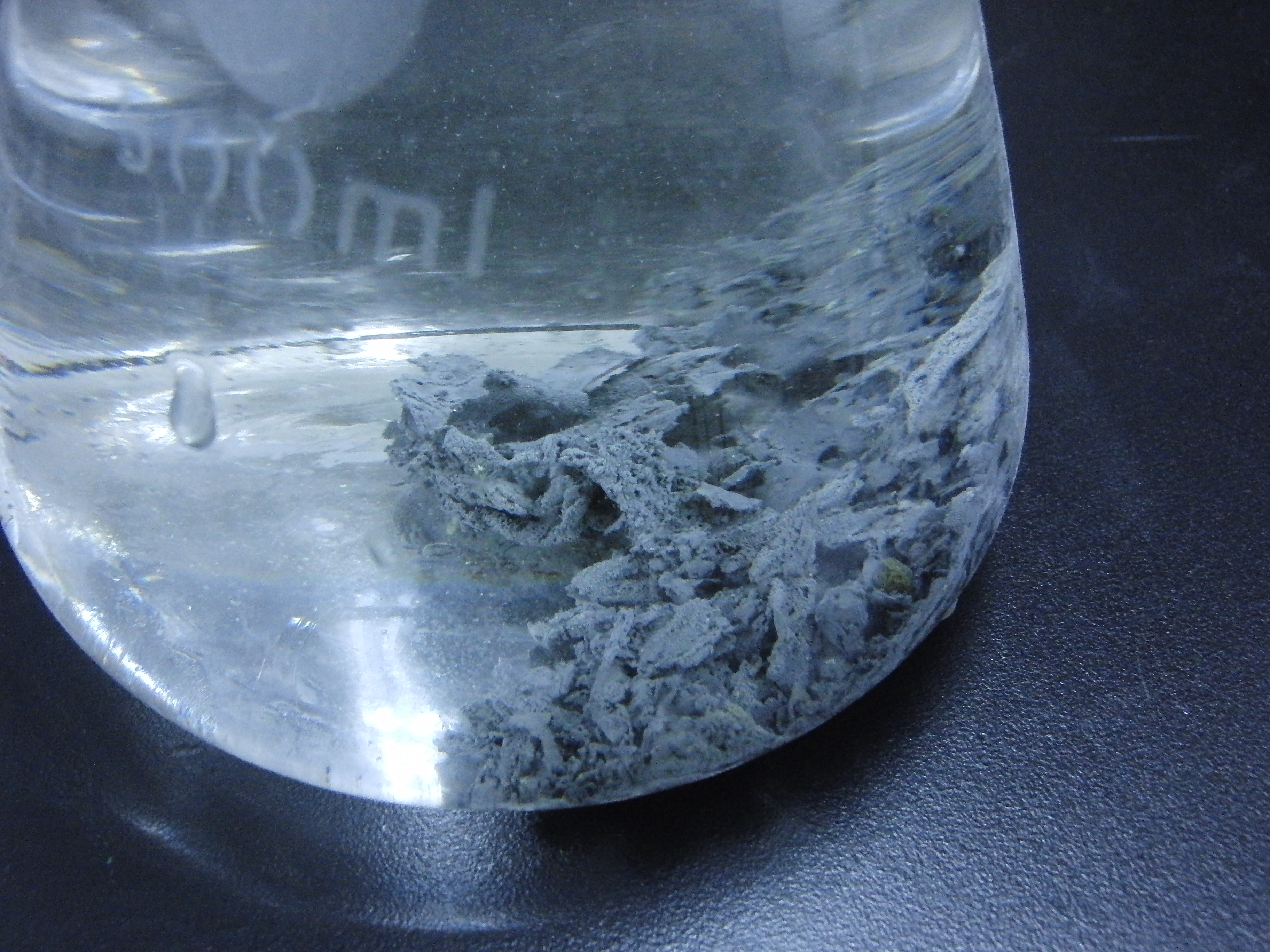
電解法製出的鎘

## 各地對鎘安全標準

### 台灣
根据《中華民國国家标准污水综合排放标准》，镉属于第一类污染物,其最高允许排放浓度为0.1mg/L。

### 歐盟
歐盟将鎘列為高危害有毒物質和可致癌物質并予以規管。

### 美國
美國環境保護署限制排入湖、河、棄置場和農田的鎘量并禁止殺蟲劑中含有鎘。美國環境保護署允許飲用水含有10ppb的鎘，並打算把限制減到5ppb。美國食品和藥物管理局规定食用色素的含鎘量為不得多于15ppm。美國職業安全衛生署规定工作環境空氣中镉含量在煙霧為100微克/立方公尺，在鎘塵為200微克/ 立方公尺。美國職業安全衛生署计划将空气中所有鎘化合物含量限制在1到5微克/ 立方公尺美國國家職業安全和衛生研究所希望讓工人盡量少呼吸到鎘以防止肺癌。

## 外部連結
- 元素镉在洛斯阿拉莫斯国家实验室的介紹（英文）
- —— 镉（英文）
- 元素镉在The Periodic Table of Videos（諾丁漢大學）的介紹（英文）
- 元素镉在Peter van der Krogt elements site的介紹（英文）
- WebElements.com – 镉（英文）

- 英國水務~關於鎘的資料
- 英國環境部關於鎘的資料（英文）
- 國立台灣大學職業醫學與工業衛生研究所~關於鎘的資料[永久]
- 台灣行政院環境保護署~關於鎘的資料
- 蘇州大學附属兒童童醫院
- 中國地質調查局~2007關於青島的鎘的情況資料
- Lu Le Laboratory 鎘金屬的介紹影片 （页面存档备份，存于）